# Obični krestušac
Obični krestušac (bodkastolistni krestušac, sveta jelena rožica, majdalenčica, mnogomlječec, krestušak, gomolica, lat. Polygala vulgaris) je biljka iz porodice Polygalaceae. Naraste do 35 cm visine. Cvate ljubičastim ili plavim cvjetovima, rijetko purpurno crvenim, od svibnja do kolovoza. Udomaćena je u Europi, Aziji i Japanu te sjevernoj Americi. Raste na livadama i uz rub šume. Koristi se i u narodnoj medicini,vrlo dobra za kašalj,kronični bronhitis,te bronhijalnu astmu.Potiče izlučivanje znoja i mokraće.

## Hrvatski nazivi i autori
- obični krestušac, Domac, R., 1994
- mnogomlječec, Visiani, R., 1852
- krestušak, Visiani, R., 1852
- gomolica, Šulek, B., 1879
- križmanci, Šulek, B., 1879
- majdalenčica, Šulek, B., 1879
- sveta jelena rožica, Šulek, B., 1879
- bodkastolistni krestušac, Schlosser, J.C.K.; Vukotinović, Lj., 1876

## Vanjske poveznice
PFAF database Polygala vulgaris